# Taperina nigripes
Taperina nigripes is een hooiwagen uit de familie Sclerosomatidae.